# Магура Сильвестр Сильвестрович
Магура Сильвестр Сильвестрович (2 січня 1897, с. Гусинне Холмського повіту — 8 січня 1938, Київ) — український археолог, музеєзнавець, пам'яткоохоронець. Кандидат історичних наук.

## Біографія

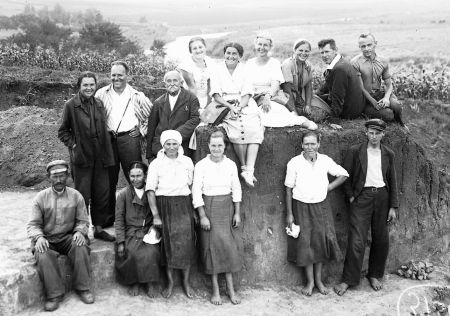
Археологічна експедиція в село Володимирівка. Магура — згори, другий з правого боку

Народився в с. Гусинне Холмського повіту Люблінської губернії. Навчався в Київському університеті (1917—1920), Київському інституті народної освіти та Київському археологічному інституті (1922—1925). 1927—1930 — аспірант Всеукраїнського історичного музею ім. Т. Шевченка (нині Національний музей історії України). 1931 року захистив кандидатську дисертацію на тему: «Обробка кістки та рогу у слов'ян Київської землі за княжих часів», яка принесла йому наукове визнання.
З 1931 року працював завідувачем Археологічного музею ВУАН. Долучився до створення Інституту історії матеріальної культури ВУАН (1934; реорганізований 1938 в Інститут археології АН УРСР — нині Інститут археології НАН України), де обіймав посаду старшого наукового співробітника (1937).
Брав участь у багатьох експедиціях, зокрема під керівництвом М. Макаренка (1925, 1926, 1927) та Дніпропетровській, очолюваній академіком Д. Яворницьким (1930), з дослідження різноманітних археологічних пам'яток в різних регіонах України. Організатор і керівник (1934—1936) Трипільської експедиції (під його керівництвом працювала Т. Пассек).
Прибічник комплексного дослідження археологічних пам'яток із залученням фахівців різних галузей знання, розглядав старожитності як важливе джерело для широкого соціально-економічного тлумачення давньої історії людського суспільства. Використовуючи цей підхід, Магура провадив масштабні розкопки давнього Києва на г. Киселівка (Замкова гора; 1932—1933, 1935) та трипільських поселень (див. Трипільська культура) поблизу сіл Халеп'я Обухівського району Київської області та Володимирівка Новоархангельського району Кіровоградської області (1934—1937). Завдяки застосуванню методики дослідження археологічних пам'яток шляхом одночасного розкриття їхнього культурного шару на широких площах було виявлено й детально вивчено залишки різних давніх об'єктів та комплексів, реконструйовано великі за розмірами й складні за конструкціями житла, відтворено забудову поселень. За своїми масштабами та науковими здобутками дослідження Трипільської експедиції, очолюваної Магурою, посіли одне з найвизначніших місць в усій радянській археології того часу. Від 1934 року Магура зберігав цінну книгозбірню археолога й мистецтвознавця М. Макаренка.
Створив перший покажчик радянської літератури з археології України за 1917—1928 роки, який нараховував понад 250 назв.
14 грудня 1937 Магура був заарештований за звинуваченням в участі в антирадянській українській націоналістичній терористичній організації та шкідництві на історико-культурному фронті. За рішенням трійки при Київському обласному управлінні НКВС УРСР від 29 грудня 1937 страчений у м. Київ (з конфіскацією майна).
1960 року постанову скасовано, справу припинено за відсутністю складу злочину.
Син Сильвестра Магури — нейрофізіолог, академік НАН України (1995) Ігор Магура.

## Праці
- Питання побуту на підставі залишків трипільської культури. «Трипільська культура на Україні», 1926, вип. 1; (укр.)
- Бібліографічний покажчик з археології, [1917—1928]. «Записки Всеукраїнського археологічного комітету», 1930, т. 1, с. 337—356. ; (укр.)
- Археологічні досліди на Сумщині року 1929. «Хроніка археології та мистецтва», 1930, ч. 1; (укр.)
- Розкопки на горі Киселівці в Києві 1933 р. «Наукові записки ІІМК УАН», 1934, № 1;, (укр.)
- Експедиція 1934 р. для дослідження пам'яток трипільської культури. «Наукові записки ІІМК УАН», 1937, кн. 2. (укр.)